# (74404) 1998 YU11
1998 واي يو 11 (ويعرف أيضًا باسم (74404) 1998 واي يو 11 وفق تسمية الكوكب الصغير) (بالإنجليزية: 1998 YU11)‏ هو كويكب ضمن حزام الكويكبات؛ وترتيبه 74404 من حيث الاكتشاف.
اكتُشف هذا الجُرم الفلكي بواسطة Nobuhiro Kawasato ‏ في 19 ديسمبر 1998.

## وصلات خارجية
- (74404) 1998 YU11 في قاعدة بيانات مختبر الدفع النفاث لأجرام النظام الشمسي الصغيرة

- الاكتشاف · مخطط المدار ·  العناصر المدارية · المعلمات المادية

- (74404) 1998 YU11 على موقع ويكي سكاي: DSS2, SDSS, GALEX, IRAS, Hydrogen α, X-Ray, Astrophoto, Sky Map, Articles and images